# Roberto D’Aversa
Roberto D’Aversa (* 12. August 1975 in Stuttgart, Deutschland) ist ein ehemaliger italienischer Fußballspieler und heutiger -trainer.

## Karriere

### Als Spieler
Roberto D’Aversa wurde 1975 in Stuttgart als Sohn italienischer Eltern geboren, die 1978 in die Abruzzen nach Pescara zurückkehrten. Das Fußballspielen erlernte er bei Renato Curi Angolana in Città Sant’Angelo unweit Pescaras. Ab 1991 spielte er in den Jugendmannschaften des italienischen Erstligisten und Traditionsvereins AC Mailand. Da er dort den Sprung in den Profikader nicht schaffte, verließ er den Verein. Danach spielte D’Aversa bei einigen Zweit- und Drittligisten, bevor er zur Saison 2003/04 zum Erstligaaufsteiger AC Siena wechselte. Zusammen schafften sie es drei Jahre lang die Klasse zu halten, bevor D’Aversa in der Winterpause 2006/07 zum späteren Absteiger ACR Messina wechselte. Bis Sommer 2010 spielte er in der Serie B bei vier weiteren Klubs. Dann wechselte er zur SS Virtus Lanciano in die dritthöchste Spielklasse, die Lega Pro Prima Divisione Girone B, wo er trotz seines hohen Alters Stammspieler wurde. 2012 schaffte er mit dem Verein den Aufstieg in die Serie B.

### Als Trainer
Zur Saison 2014/15 übernahm D’Aversa das Traineramt bei Virtus Lanciano, 2016 wurde er Cheftrainer von Parma Calcio. Ende August 2020 wurde der Vertrag zwischen D’Aversa und Parma aufgelöst.
Bereits in seiner ersten Saison (2016/17) stieg er mit der Mannschaft in die Serie B auf, 2018 in die Serie A wo in Saison 2018/19 der Klassenerhalt gelang.
Am 7. Januar 2021 kehrte D’Aversa zu Parma Calcio zurück. Die Mannschaft lag zu dieser Zeit auf dem drittletzten Rang und D’Aversa schaffte bis zum Saisonende nicht den Klassenerhalt. Am Ende der Meisterschaft wurde D’Aversa offiziell entlassen.
Im Sommer 2021 folgte D’Aversa bei seiner vormaligen Spielstation Sampdoria Genua auf Claudio Ranieri, dessen Vertrag ausgelaufen war. Der ligurische Klub zog am 17. Januar 2022 aus einer 1:2-Heimspielniederlage gegen den FC Turin mit 20 Punkten auf dem 15. Platz der Serie-A-Tabelle liegend die Konsequenzen und entließ ihn vorzeitig.
Von 2023 bis März 2024 trainierte er die US Lecce. Nach der 0:1-Niederlage gegen Hellas Verona am 11. März 2024 geriet er mit dem gegnerischen Spieler Thomas Henry aneinander und soll diesen mit einem Kopfstoß angegangen sein. Beide Kontrahenten erhielten daraufhin die Rote Karte. Nach dem Vorfall erfolgte seine Freistellung.
Im Juli 2024 übernahm er den FC Empoli. Er erreichte mit Empoli zum ersten Mal in der Vereinsgeschichte das Halbfinale des italienischen Pokals, musste sich dort jedoch dem späteren Sieger FC Bologna geschlagen geben. In der Liga rutschte die Mannschaft nach einem guten Saisonstart in den Abstiegskampf ab und belegte am Ende der Saison Platz 18, was den Abstieg in die Serie B bedeutete. D’Aversa wurde daraufhin durch Guido Pagliuca als neuen Cheftrainer ersetzt.

#### Erfolge und Auszeichnungen
- Aufstieg in die Serie B: 2016/17 (Parma Calcio)
- Aufstieg in die Serie A: 2017/18 (Parma Calcio)
- Trainer des Monats der Serie A: August 2023